# Regió de Tibesti
La regió de Tibesti (en àrab مقاطعة تيبستي, muqāṭaʿat Tībastī) és una regió del Txad, situada en l'extrem nord-oest del país. La seva capital és Bardaï. Es va crear en 2008 quan l'antiga regió de Borkou-Ennedi-Tibesti es va dividir en tres, convertint-se el departament de Tibesti en la regió homònima. La regió rep el seu nom de les muntanyes de Tibesti, una de les cadenes muntanyenques més prominents del desert del Sàhara.

## Història

### Edat antiga
Les pintures i els gravats rupestres de Tibesti donen testimoniatge d'una antiga civilització de l'any 25.000 aC. Hi ha gravats rupestres en la zona de Zouar, en els quals apareixen, entre altres coses, vaques menjant herba fresca, la qual cosa testifica el passat humit del Sàhara. Històricament, la zona ha estat habitada principalment pel poble tubu.

### Colonització
En 1869 Gustav Nachtigal va ser enviat pel canceller alemany Otto von Bismarck per a contactar amb el sultà de Bornu, i va ser el primer europeu a viatjar a la regió de Tibesti des de Zouar a Bardaï. Condemnat per l'assemblea tradicional dels tubus a la pena capital per espionatge, va apel·lar, però l'apel·lació va ser rebutjada. Només va ser alliberat per la intervenció del noble Maï Arami Tetimi. Al seu retorn a Alemanya, va publicar el llibre Sahara und Sudan, que detalla les seves experiències.
La capital, Bardaï, va ser envaïda per l'Imperi Otomà en 1908, que en 1911 hi mantenia una guarnició de 60 homes i 6 canons.

### Post-guerra
A la fi de 2000 i principis de 2010 es va descobrir or a la regió, la qual cosa va provocar una febre de l'or que ha portat molta inseguretat a la regió.

## Geografia
La regió limita amb Líbia al nord, amb la regió de Borkou a l'est i amb el Níger a l'oest. És la més septentrional de les regions del Txad i està escassament poblada, ja que forma part del desert del Sàhara. Conté parts de les muntanyes de Tibesti, i també part del Erg de Bilma, una vasta zona de dunes de sorra en el centre del desert. La davantera nord de la regió es troba en la Franja d'Aouzou, històricament un punt de disputa entre el Txad i Líbia.

## Organització territorial
Es divideix en dos departaments;
| Departament  | Capital | Sotsprefectures                  |
| ------------ | ------- | -------------------------------- |
| Tibesti Est  | Bardaï  | Bardaï, Zoumri, Aouzou, Yebbibou |
| Tibesti Oest | Zouar   | Zouar, Wour, Goubonne            |

### Principals poblacions
- Bardaï (capital)
- Aouzou
- Goubonne
- Wour
- Zouar
- Zoumri